# Matthias Weigold
Matthias Anton Weigold (* 14. November 1951) ist ein deutscher Autor, Regisseur und Objektkünstler.

## Tätigkeit

### Regisseur
Matthias Weigold begann seine Theaterarbeit 1973 als Regieassistent am Regensburger Stadttheater unter Günter Beyer. 1974 inszenierte er das Stück Turning Point als Fringe-Event der Wexford Festival Opera in Irland. Das Stück wurde 1975 für das All-Ireland-Festival in Naas nominiert und mit dem Kritikerpreis für Regie ausgezeichnet.
Weigold startete mehrere Theaterprojekte. 1976 gründete er in München zusammen mit Norbert Skrovanek die Tourneetruppe Test Theater und produzierte
- 1976 Aarthyie
- 1977 Der Altnahara-Mensch
- 1977 Kabale und Liebe nach Friedrich Schiller
- 1978 Von der Wigga bis zum Graab nach Adolf Wölfli

Das Test Theater spielte unter anderem bei Theaterfestivals in Berlin, Hamburg, Mannheim, Saarbrücken, Regensburg, München, Linz, Wien, Bern, Wexford und Dublin.

### Autor, Journalist und Medienunternehmer
Um sein Theaterleben zu finanzieren, schrieb Matthias Weigold 1977 eine erste Kurzgeschichte für das Männermagazin Lui. Es folgten in rascher Folge weitere Kurzgeschichten und später Text- und Fotoreportagen. Darüber hinaus gehörte er auch zum Autorenkreis des Kultur-Magazins TransAtlantik.
1985 gründete er zusammen mit Thomas Wartmann, Uli Langguth und Peter Würth die freie Redaktion ohne Zeitung (RoZ).
Ab 1986 gehörten Matthias Weigold und die RoZ zum Kreativ-Team der ARD-Show Vier gegen Willi. 1987 arbeitete er als ARD-Drehbuchautor im Pre-Produktion-Team von Herzblatt und Leo.
Ab 1991 war Matthias Weigold wieder als freier Autor und Fotograf tätig und berichtete u. a. aus Australien, Burma, USA, Marokko, Indien und Irland. Von 1991 bis 1993 schrieb er für Sat.1 die Drehbücher für insgesamt 36 Sendungen des Infotainment-Formats Wahre Wunder mit Sabrina Fox und Dietmar Schönherr.
1992 erschien bei Goldmann Verlag der Reiseführer Magisch reisen – Irland, den Weigold zusammen mit seiner damaligen Frau Sabine Korte schrieb und fotografierte. Im Jahr 2003 erschien sein erster Roman Der Gesang der Todesfeen ebenfalls bei Goldmann, 2006 folgte der Roman Sieben Briefe von Liebe und Tod.
Von 1994 bis 1997 wurde Weigold vom Verlagshaus Gruner+Jahr als Strategieberater für die Redaktion des Magazins Marie Claire engagiert.
1998 gründete Matthias Weigold die Quinn medienservices als Dienstleister für mittelständische Unternehmen.
Von 2000 bis 2011 betreute Weigold als freier Chefredakteur Dokumentationen von UNICEF, Olympische Sportbibliothek (OSB) und WWF.

### Objektkünstler
Seit 2018 arbeitet Matthias Weigold als Objektkünstler und bezeichnet seine Position als „Neo-archäologische Bergungen“.
2020 präsentierte er erste Werke im Rahmen der jurierten Gruppenausstellung „Was Menschen berührt“ des Paul Klinger Künstlersozialwerks in München.
Ebenfalls 2020 begann er die Zusammenarbeit mit der französischen Öko-Designerin Katell Gélébart, die 2021 zur gemeinsamen Ausstellung „The Rough and the Beauty“ in der Gallery at Hara in Skala Eresou/Lesbos führte. Im selben Jahr wurde Weigold eingeladen, sich am Projekt „The Living Room“ von Lee Mingwei im Museum Villa Stuck in München zu beteiligen.
2022 wurde Weigold im Rahmen des Stipendienprogramms „Junge Kunst und neue Wege“ des Freistaates Bayern ein Stipendium zugesprochen, um sein Projekt „Mission Graffl“ zu realisieren. Von Oktober 2022 bis Oktober 2023 würdigte das Freilichtmuseum Massing die „Mission Graffl“ mit einer großen Einzelausstellung.
2023 schuf Weigold das zentrale Werk zur Ausstellung „Hommage an Ingeborg Bachmann“ der Gallery Art Active in Passau.

### Trivia
Seit 2000 arbeitet Weigold als Reiseleiter in Indien und Mexiko.
Von 2004 bis 2010 war Weigold Mitglied der Munich Media Speakers, einem Rhetorikclub der Toastmasters International. 2012 gründete er in Stuttgart seinen eigenen Rhetorikclub, das „Speakers Loft“.
Geprägt von seinem Leben in Irland und Indien bietet er WhiskyMeditationen als Gastro-Event an.
Matthias Weigold lebt München.

## Werke
- Der Gesang der Todesfeen. Goldmann Verlag, München 2003.[1]
- Sieben Briefe von Liebe und Tod. Goldmann, München 2006.
- Die Reise zum Mittelpunkt der Liebe. Wunderbar Media Publishing, Kassel 2022